# Papurana jimiensis
Papurana jimiensis е вид земноводно от семейство Водни жаби (Ranidae).

## Разпространение
Видът е разпространен в Индонезия и Папуа Нова Гвинея.